# Dachschalung
Eine Dachschalung ist eine vollflächige Konstruktion, die als Unterlage von Dachdeckungen, Dachabdichtungen und Aufdachdämmungen auf die Dachsparren oder Dachbalken aufgebracht wird.
Es wird zwischen tragender Dachschalung und nicht-tragender Unterdachschalung unterschieden.
Verwendet werden Materialien wie Vollholz-Bretter und Bohlen (auch gespundete), Brettsperrholzplatten, Sperrholzplatten, Holzfaserplatten, Spanplatten auch OSB Platten und Gipsfaser-Platten.

## Dachschalung aus Vollholzbrettern
Bevor ein Dach eingedeckt oder abgedichtet wird, kann eine Dachschalung aus Brettern auf die Sparren oder Dachbalken aufgebracht werden. Als Unterlage von Dachabdichtungen oder von Dachdeckungen aus Faserzement, Metall, Bitumen und Schiefer werden tragende Dachschalungen benötigt, die in der Regel eine Brettdicke von mindestens 24 mm aufweisen sollen; die Brettbreite beträgt üblicherweise 8–16 cm. Nichttragende Unterdachschalungen haben eine Brettdicke von mindestens 18 mm und eine Brettbreite von höchstens 20 cm.

## Tragende und nicht-tragende Dachschalung
Der Unterschied zwischen tragender Dachschalung und nicht-tragender Unterdachschalung liegt hauptsächlich in der Brettdicke.
Die tragende Dachschalung trägt die Dachdeckung und Dachabdichtung und muss auch auf das Dach einwirkende Schnee- und Verkehrslasten (z. B. beim Begehen der Dachfläche) auf die Sparren bzw. Dachbalken übertragen. Je nach aufzubringender Deckung oder Abdichtung muss sie zudem eine ausreichende Einschlagtiefe für eventuell erforderliche Befestigungsmittel (z. B. Schiefernägel von einer Schieferdeckung) gewährleisten. Tragende Dachschalungen können bei Kalt- und Warmdächern zur Ausführung kommen.
Bei einer nicht-tragenden Unterdachschalung, auf der meist eine Unterspannbahn befestigt wird (z. B. mit kurzen Klammern oder aufgeklebt) und eine Aufdachdämmung aufliegen kann, ist in der Regel eine dünnere Dachschalung (z. B. 19 mm Rauspundbretter) ausreichend. Sie kann mit der gehobelten Seite auf die Dachsparren oder Dachbalken aufgebracht werden und vom Dachraum aus sichtbar sein. Diese Konstruktion wird häufiger bei einem Warmdach angewendet.

## Dach- und Unterdachschalung
Für eine Kombination der beiden Schalungen kann eine nicht tragende Unterdachschalung auch sichtbar auf die Sparren oder Dachbalken aufgebracht werden, worauf eine Aufdachdämmung mit einer tragenden Konstruktion (z. B. zur Befestigung von Lattungen oder Dachschalungen) folgt, auf die als Unterlage von Dachdeckungen und Dachabdichtungen eine tragende Dachschalung aufgebracht werden kann (Ausführung von einem Warmdach).

## Verarbeitung
Die Bretter, sägerau oder gehobelt, sind in unterschiedlicher Länge, Breite und Dicke im Fachhandel meist aus Fichtenholz erhältlich. Einseitige Fehl- oder Baumkante ist bei sägerauen Brettern bis zu insgesamt einem Drittel der Seitenbreite zulässig. Eine fehlkantige Brettseite kann gegen die Sparren verlegt werden. Bei Verwendung von Rauspundbrettern kann die gehobelte Seite nach außen und die egalisierte Seite gegen die Sparren verlegt werden. Die Bretter können zu einer Fläche nebeneinander auf die Sparren verlegt, verkeilt und bis auf das zweitletzte Brett vernagelt werden. Das nicht vernagelte Brett kann herausgenommen und als Standbrett unterhalb der Öffnung aufgeheftet werden (Herausnehmen ist bei gespundeten Brettern nicht möglich). Eine andere Möglichkeit ist ein Standbrett zusätzlich aufzunageln. Die Standbretter sind so angeordnet, dass sie untereinander erreicht werden können. Ist für eine Dachseite mehr als eine Brettlänge erforderlich, so werden die Bretter in der Mitte des Sparrens gestoßen.

## Befestigung
Die Dachschalung wird mit mindestens zwei Nägeln (z. B. 2,8 × 65 mm) oder mit der gleichen Anzahl Klammern (z. B. 1,8 × 65 mm) pro Brett und Auflager befestigt.
Abhängig von Gebäudehöhe und Windlast müssen gegebenenfalls größere Nägel oder Klammern verwendet werden.
Traditionell wurden die Nägel mit dem Latthammer eingeschlagen. Heute werden die Nägel und Klammern meist maschinell mit Nagel- und Klammergeräten eingetrieben.
Die Dachschalung kann, im besonderen Fall, um eine bessere Scheibenwirkung zu erhalten, auch mit versetzten Stößen aufgebracht werden.

## Dachüberstand
Eine weitere nicht tragende Dachschalung ist eine sichtbare Schalung, die bei Dachüberständen im Trauf- und Giebelbereich aufgebracht werden kann. Verwendet werden meist gehobelte Vollholzprofilbretter mit einer Brettdicke von 13 mm und einer Deckbreite von 88 mm oder auch breiter. Die Sparren sind im Traufbereich um die Brettdicke ausgeklinkt und im Giebelbereich um die Brettdicke tiefer gelegt, wo die sichtbare Schalung aufgebracht und mit einem Nagel (z. B. 2,8 × 55 mm) oder mit einer gleich großen Klammer befestigt wird. Die verschalten Dachüberstände liegen mit Sparrenoberkante wieder auf einer Höhe und können mit der tragenden Dachschalung komplett überschalt werden. Die Bereiche mit sichtbarer Schalung müssen mit mindestens zwei Nägeln (z. B. 3,1 × 80 mm) oder der gleichen Anzahl Klammern der gleichen Länge befestigt werden, damit die Mindest-Einschlagtiefe von zwölfmal Durchmesser Nagel im Sparren wieder gewährleistet ist.
Tragende Dachschalung muss nach DIN 4074 - 1 mindestens Sortierklasse S10 und nach der neuen EN 14080 (DIN 1052) mindestens T14 entsprechen. Nach DIN 68800 - 2 gehört die Dachschalung der Gebrauchsklasse GK 0 an und braucht keinen Schutz durch Holzschutzmittel.